# Hylemera roseidaria
Hylemera roseidaria är en fjärilsart som beskrevs av Pierre E.L. Viette 1970. Hylemera roseidaria ingår i släktet Hylemera och familjen mätare. Inga underarter finns listade i Catalogue of Life.